# Виа Салария
Виа Салария (на латински: Via Salaria) е древен римски път в Италия.
Пътят започва от Рим, тръгвайки от Порта Салария, намираща се на построените от император Аврелиан стени. От столицата на Римската империя, Виа Салария се простира до селището Castrum Truentinum, намиращо се на брега на Адриатическо море. Пътят също преминава през градовете Реате (днешен Риети) и Аскулум (Асколи Пичено).
Виа Салария дължи своето име на латинската дума за „сол“, защото в древни времена пътят е използван от сабините, които доставят сол от блатата при делтата на река Тибър.
В днешни дни съществуват запазени участъци от пътя в планинските райони от маршрута му.